# Skavåsen
Skavåsen är ett naturreservat i Torsby kommun i Värmlands län.
Området är naturskyddat sedan 2006 och är 21 hektar stort. Reservatet omfattar en bäck med våtmarker kring denna i mitten av resrvatet som i övrigt består av skog och mindre myrar. Reservatet består av gammal brandpåverkad barrskog med gamla tallar. 